# Kevin Foley (baterista)
Kevin Foley  (nascido em 10 de março de 1988 na França) é um baterista francês de ascendência irlandês-italiana. Ele já tocou com várias bandas com a Decapitated, Sepultura, Sabaton, Abbath, desmentiu, Benighted e Mumakil. Ele é um membro permanente do desmentiu e Benighted . Ele gravou 3 álbuns com a banda francesa Death Metal desde que se juntou a ela em 2006.
Foley foi introduzido pela primeira vez no death metal (contrabaixo e blast beat) por Benighted . Embora o jovem baterista já tenha provado seu talento em muitas outras bandas.
Em 2011, ele tocou com a banda sueca Sabaton por três shows, quando o baterista machucou seu joelho. Sabaton estava em uma turnê comum com a banda de heavy metal Nightmare e Kevin era o baterista da sessão. Ele tinha apenas algumas horas para aprender todas as faixas. Alguns meses depois, em 25 de novembro de 2011, ele tocou na bateria com Nervecell (banda de Dubai) em Abu Dabhi para a abertura do Metallica .
Da mesma forma, dois anos depois, Kevin foi chamado pela famosa banda brasileira Sepultura para substituir o baterista após uma lesão que ele sofreu durante sua turnê europeia, com apenas algumas horas para aprender o setlist. Ele tocou em 8 shows com o Sepultura. Após a turnê, o Sepultura publicou um comunicado de imprensa para agradecer sua ajuda.

## Carreira

### Bandas Permanentes
- Benighted: 2006-2016
- Rejeitado: 2010 - 2016
- Abbath como Criatura: 2015

### Sessões ao vivo
- F significa foda-se
- Benighted : 2006 - Hoje
- Rejeitado   : 2010 - Hoje
- Destinity   : 2010
- Sabaton (banda)  : 2011
- Pesadelo (banda francesa)   : 2011
- Os Sete Portões   : 2012
- Célula nervosa   : 2011-2012
- Mumakil   : 2013
- Sepultura  : 2013
- Decapitado (banda)  : 2013
- Abbath (banda)  : 2015

### Registros
- Benighted - Ícone   : 2007
- Benighted - Caverna do Asilo   : 2011
- Os sete portões - dos deuses. . . Dos Santos. . . Of Graves   : 2012
- Os Sete Portões - Demônio Polimorfo   : 2012
- Benighted - Carnivore Sublime   : 2014
- F significa foda-se
- Dawohl - Potestas. Razão . Iustitia   : 2014
- Abbath - Abbath   : 2016

## Imprensa
Recentemente, Kevin se tornou um alvo de críticas da mídia por causa de suas tatuagens